# 山形市浄化センター
山形市浄化センター（やまがたしじょうかセンター）は、山形県山形市嶋南一丁目にある下水処理場。山形市上下水道部が管理している。

## 概要
1961年に12月に事業認可を受け、汚水の流れる方向を考えた時、扇状地の扇端部に当たる市北西部の嶋地区は施設の立地に適していることから、下水処理場の整備地に決定する。
1965年11月から簡易処理方式(沈殿処理のみ)にて供用を開始し、1971年5月から標準活性汚泥法による処理が行われている。汚水に含まれる汚れBOD(生物化学的酸素要求量)とSS(浮遊物質)の95％以上を取り除いて、川にきれいな水を戻している。
下水処理に燃料電池式を行っているが、これは日本国内でも2例目である。コージェネレーションシステムとして熱利用を行っているが、これは日本全国で初の設備である。
2020年現在、市の下水道事業の汚水処理は、中心部が市浄化センターが担い、周辺部を天童市大町にある山形県浄化センターが行っている。市では浄化センターが利用開始から53年が経過し、管理棟も14年後には法定耐用年数を迎え、大規模更新が必要となり、更に立地する嶋地区も稼働当初と比べ、周辺環境が著しく変化していることなどを踏まえ、市浄化センターを更新せず、県浄化センターに一本化し、事業の広域化、経費節減を図る方針であることを3月の市議会一般質問で答弁した。市では県が2020年度に策定する下水道の「広域化・共同化計画」に位置付けられるよう、県などと協議を進めるとしている。

## 沿革
- 1961年（昭和36年）12月 - 事業認可を受け。
- 1965年（昭和40年）11月 - 供用開始。